# ايرل كابيل
ايرل كابيل (بالإنجليزية: Earle Cabell)‏ (و. 1906 – 1975 م) هو سياسي من الولايات المتحدة الأمريكية ولد في مقاطعة دالاس، تكساس.
وهو عضو في الحزب الديمقراطي الأمريكي .

## التعليم
تعلم في جامعة تكساس إيه اند إم.